# Wólka Nieliska
Wólka Nieliska – wieś w Polsce położona w województwie lubelskim, w powiecie zamojskim, w gminie Nielisz.
W latach 1975–1998 miejscowość administracyjnie należała do województwa zamojskiego.
Wieś jest sołectwem w gminie Nielisz. Według Narodowego Spisu Powszechnego z roku 2011 wieś liczyła 282 mieszkańców.
Wierni Kościoła rzymskokatolickiego należą do parafii Chrystusa Króla w Złojcu.

## Części wsi
| SIMC    | Nazwa                | Rodzaj    |
| ------- | -------------------- | --------- |
| 0895965 | Ruskie Piaski-Stacja | część wsi |

## Historia
15 listopada 1939 r. oddziały SS dokonały zbrodni na mieszkańcach wsi. Zamordowano 7 osób (Plizga Jan lat 36, Bojar Włodzimierz lat 35, Jędruszczak Mieczysław lat 32, Tomasik Józef lat 30, Hanulak Franciszek lat 20,  Główka Aleksander lat 19 i Maślona Józef lat 18). W pobliżu miejsca rozstrzelań postawiono pomnik. 
4 stycznia 1943 r. Niemcy dokonali ponownej pacyfikacji wsi. Zastrzelili 13 mieszkańców.